# 李昌鎬
李昌鎬（韓語：이창호，1975年7月29日—），出生于南韓全罗北道全州市的圍棋棋士。韓國圍棋第二代掌門人。1986年11歲時入段，僅次於曹薰鉉九段的9歲入段。1992年未滿16歲6個月夺得东洋证券杯，至今仍為世界圍棋冠軍之最年輕紀錄。1996年韓國棋院特准其直升九段。曾获得过所有韓國國內冠军、世界棋戰大滿貫。其在国际棋坛活跃期為1992-2012年，其中1996-2006年則為棋界公認的「李昌镐时代」。职业生涯共17座世界冠軍、21座國際賽冠軍，至今仍皆高居史上第一。李昌镐不仅是個人賽的王者，更是團體戰的英雄，他以不动如山的意志力，三國擂台賽实现14連勝，9次擂台终结者，總成績29勝7敗，被韓國棋迷譽為「守護神」、中日棋迷則絕望地稱其為「鐵大門」。
李昌鎬與曹薰鉉、徐奉洙、劉昌赫被稱為「韓國四大天王」。與李世石、朴永訓、崔哲瀚被稱為「新四大天王」。因年紀、姓名發音、國內戰績與中國的常昊九段相似，所以兩人被稱為「絕代雙驕」，但無論就國際成績或對戰紀錄，常昊皆遜色不少。
李昌镐的圍棋之路由祖父啟蒙開始，後來被曹薰鉉九段收為內弟子，為瀨越憲作門下第二代的佼佼者。李九段棋風厚重，與林海峰類似。但其形勢判斷力更強，尤其終盤的官子極強，曾多次半目翻盤而得到“官子天下第一”的美譽，並讓師傅曹薰鉉九段、中國的馬曉春九段、常昊九段、日本的趙治勳九段等視為苦手。
李昌镐被吳清源認為是多年努力出來的天才棋士，對於官子的計算有獨到之處，对世界围棋发展有重大影响。
作为曾经的世界第一人，雖已淡出一線，但仍偶有佳作，2018年中韓聯賽冠軍對抗賽，二連勝助正官庄隊奪冠，再次上演「王者歸來」，在名目众多的各类邀请赛中，也时常可以看到李昌鎬的身影，体现出他在棋迷中的巨大影响力。

## 棋風
李昌镐除了官子天下無雙之外，其「後發制人」的功夫更是天下一絕，李昌镐開局階段偏愛實地，採堅實戰略自身毫無弱點，開局形勢看似微微落後但一到中後盤便是李昌镐的表演時刻，由於自身的棋堅實無比，若對手稍有破綻，便可完全發揮出中盤戰鬥力一舉擊潰對手。李昌镐技術全面，尤善於掌控局勢、安全運轉，只有在混亂局面中，對手才有一絲勝機，故韓國的「毒蛇」崔哲瀚九段、日本的「老虎」依田紀基九段等少數力量型棋手對李昌镐戰績相當，互有勝負。事實上，李昌镐全盛期並不存在真正意義的對手，對主要對手如常昊、馬曉春、俞斌等皆有過10連勝以上的壓倒性戰績。後輩天王李世石對李昌镐勝率至今不到五成，在十次番棋交手中，也以三比七落於下風。

## 職業大事記
- 1989年 韓國KBS棋王賽冠軍(8月)，生涯首冠(史上最年轻的頭銜獲得者)。
- 1990年 韓國最高位戰3-2戰勝老師曹薰鉉奪冠(2月)，李昌鎬王朝的起點。
- 1992年 东洋证券杯冠軍(1月)，世界大賽首冠（史上最年轻的世界冠军）。
- 1993年 东洋证券杯冠军(6月)。
- 1995年 首奪亞洲杯電視快棋賽冠軍，克服恐水症，首次在韓國本土以外奪冠。
- 1996年 在东洋证券杯(3月)和富士通杯(8月)，兩次戰勝馬曉春九段奪冠，成為天下第一。與劉昌赫破格由七段升為九段。
- 1997年 LG杯冠军(5月)、三星杯冠军(11月)。
- 1998年 东洋证券杯冠军(5月)、富士通杯冠军(8月)。
- 1999年 LG杯冠军(5月)、三星杯冠军兩次(2月、12月)。
- 2001年 首奪应氏杯冠军(2月)、LG杯大逆轉李世石奪冠(5月)。
- 2002年 生涯1000勝達成(2月)。
- 2003年 丰田杯冠军(1月)、春兰杯冠军(3月)，完成世界大賽大滿貫，七大冠均曾折桂。
- 2004年 LG杯冠军(4月)。
- 2005年 農心杯三國擂台賽達成空前的14連勝(2月)、春兰杯冠军(3月)，世界大賽達到空前的17冠。
- 2006年 三星杯輸給羅洗河，農心杯輸給依田紀基，王朝從此崩塌。
- 2007年 中環盃冠軍(8月)，追加完成二度大滿貫，國際賽達到空前的21冠。
- 2010年 最后一次为韩国捧起农心杯(3月)，共9次作为主将夺冠；廣州亞運男團金牌(11月)。
- 2011年 輸掉國手戰(2月)，成為無冕王，生涯个人總冠军數達140座，僅次於師傅曹薰鉉九段。
- 2012年 生涯1600勝達成(7月)，僅次於師傅曹薰鉉九段。生涯最後一次打進世界大賽決賽、四強。
- 2015年 生涯1700勝達成(9月)，僅次於師傅曹薰鉉九段。
- 2018年 中韓聯賽對抗賽冠軍(1月)。
- 2021年 生涯1800勝達成(2月)。

## 國際賽決賽全紀錄
- 1990年 亞洲杯電視快棋賽 負 武宮正樹
- 1992年 東洋證券杯 3-2 勝 林海峰
- 1993年 東洋證券杯 3-0 勝 趙治勳
- 1995年 亞洲杯電視快棋賽 勝 曹薰鉉
- 1996年 東洋證券杯 3-1 勝 馬曉春 / 亞洲杯電視快棋賽 勝 劉昌赫 / 富士通杯 勝 馬曉春
- 1997年 LG杯 3-0 勝 劉昌赫 / 三星杯 3-0 勝 小林覺
- 1998年 東洋證券杯冠軍 3-1 勝 劉昌赫 / 富士通杯 勝 常昊
- 1999年 三星杯 3-2 勝 馬曉春 / LG杯 3-0 勝 馬曉春 / 亞洲杯電視快棋賽 負 依田紀基 / 春蘭杯 1-2 負 曹薰鉉 / 三星杯 3-0 勝 趙善津
- 2000年 亞洲杯電視快棋賽 負 曹薰鉉
- 2001年 應氏杯 3-1 勝 常昊 / LG杯 3-2 勝 李世石
- 2002年 亞洲杯電視快棋賽 勝 曹薰鉉
- 2003年 豐田杯 勝 常昊 / 春蘭杯 2-0 勝 羽根直樹 / LG杯 1-3 負 李世石
- 2004年 LG杯 3-1 勝 睦鎮碩
- 2005年 春蘭杯 2-1 勝 周鶴洋
- 2006年 三星杯 1-2 負 羅洗河 / 亞洲杯電視快棋賽 負 王檄
- 2007年 三星杯 0-2 負 常昊 / 富士通杯 負 朴永訓 / 中環杯 勝 朴正祥
- 2008年 富士通杯 負 古力
- 2009年 應氏杯 1-3 負 崔哲瀚 / 春蘭杯 0-2 負 常昊 / 富士通杯 負 姜東潤
- 2010年 LG杯 0-2 負 孔杰
- 2012年 LG杯 0-2 負 江維杰

## 個人
绰号：石佛、少年姜太公，世界第一人，神算子，官子天下第一
尊敬的棋手：吳清源九段、曹薰鉉九段、林海峰九段
个人自传《不得贪胜》讲述了他在一路走来过程中的感悟，通过本书可以了解李昌镐的围棋人生，并品味其深奥的“不得贪胜”的胜负哲学，挖掘才能与意志的力量，懂得行动相对迟缓的美学，学习世间万物变化的必然规律，领悟想赢必须学会舍弃的智慧。

## 戰績

### 國內戰績
赛事以李昌镐首次获得冠军的年份排序。
| 頭銜              | 年份                                   | 届次                             | 通算             | 備註                   |
| ----------------- | -------------------------------------- | -------------------------------- | ---------------- | ---------------------- |
| KBS围棋王战       | 1989,92,95,99,2001-02,04-05,07-09-10年 | 第8,11,13,17,20-21,23,24,26-28届 | 11冠6亞3连霸     |                        |
| 最高位戰          | 1990-92,94-99年                        | 第29-31,33-38期                  | 9冠2亞6连霸      | 2000年停办             |
| 新王戰            | 1990年                                 | 第5屆                            | 1冠              | 1991年停办             |
| 國手戰            | 1990,93-97,2002-03,06,10年             | 第34,37-41,45-46,49,53期         | 10冠8亞5连霸     | 2017年停办             |
| 大王戰            | 1991-93,95-98年                        | 第8-10,12-15期                   | 7冠1亞4连霸      | 1999年停办             |
| 王位戰            | 1991,96-2007年                         | 第25,30-41期                     | 13冠2亞12连霸    | 2008年停办             |
| MBC帝王战         | 1991-93年                              | 第9-11届                         | 3连霸            | 1996年停办             |
| 巴克斯杯          | 1991-93年                              | 第8-10届                         | 3连霸            | 1995年停办             |
| 名人戰            | 1991-96,98-2003,09年                   | 第22-27,29-34,37期               | 13冠2亞二度6連霸 | 2017年停办，2021年复办 |
| BC卡杯            | 1992-95,97年                           | 第2-5,7期                        | 5冠1亞4连霸      | 1998年停办             |
| 棋聖戰            | 1993-2003年                            | 第4-14期                         | 11冠1亚11连霸    | 2009年停办             |
| SBS盃連勝最強戰   | 1993-95年                              | 第1-3屆                          | 3冠1亞3连霸      | 1998年停办             |
| 國棋戰            | 1993-96年                              | 第16-19期                        | 4连霸            | 1997年停办             |
| 倍达王戰          | 1993-95-96,98年                        | 第1-3,5期                        | 4冠2亞3连霸      | 2001年停办             |
| 霸王戰            | 1994-95,2001-02年                      | 第29-30,35-36期                  | 4冠3亞           | 2004年停办             |
| 棋王戰            | 1994-95年                              | 第18-19期                        | 2冠1亞           | 1997年停办             |
| 巴克斯杯天元戰    | 1996-99年                              | 第1-4届                          | 4连霸            | 2016年停办             |
| 泰克伦杯/LG精油杯 | 1997-98,2001,03-04年                   | 第2-3届泰克伦杯,6,8-9届LG精油杯  | 5冠1亞           | 2005年更名为GS加德士杯 |
| ETLand杯王中王戰  | 2005-06,08年                           | 第2-3,5届                        | 3冠1亞           | 2009年停办             |
| 圆益杯十段戰      | 2006,08年                              | 第1,3届                          | 2冠1亚           | 2014年停办             |
| 东洋证券杯国内赛  |                                        | 第3届升格为国际赛                | 1990年1亞        | 1999年停办             |
| 物价情报杯        |                                        |                                  | 2005,09,10年3亞  | 2015年停办             |
| OllehKT杯         |                                        |                                  | 2011年1亚        | 2014年停办             |
| 麦馨杯九段最强战  |                                        |                                  | 2011年1亚        |                        |
| 国内赛事总计      | 1989年-2011年                          | 20种国内赛事冠军                 | 117冠39亚        | 最长12连霸王位战       |

### 國際戰績
| 赛事·年    | 1988          | 1989          | 1990  | 1991 | 1992 | 1993 | 1994 | 1995 | 1996 | 1997  | 1998 | 1999 | 2000 | 2001 | 2002 | 2003 | 2004 | 2005 | 2006 | 2007 | 2008 |
| ---------- | ------------- | ------------- | ----- | ---- | ---- | ---- | ---- | ---- | ---- | ----- | ---- | ---- | ---- | ---- | ---- | ---- | ---- | ---- | ---- | ---- | ---- |
| 富士通杯   | ×             | 24强          | 8强   | 16强 | 24强 | ×    | 16强 | 16强 | 冠军 | 16强  | 冠军 | 16强 | 16强 | 24强 | 殿军 | 季军 | 8强  | 16强 | 8强  | 亚军 | 亚军 |
| 应氏杯     | ×             | —             | —     | —    | 16强 | —    | —    | —    | 8强  | —     | —    | —    | 冠军 | —    | —    | —    | 8强  | —    | —    | —    | 亚军 |
| 东洋证券杯 | 1,2届为国内赛 | 1,2届为国内赛 | 冠军  | —    | 冠军 | 16强 | 16强 | 冠军 | —    | 4强   | 冠军 | 停办 | 停办 | 停办 | 停办 | 停办 | 停办 | 停办 | 停办 | 停办 | 停办 |
| 三星杯     | —             | —             | —     | —    | —    | —    | —    | —    | 4强  | 冠军  | 冠军 | 冠军 | 16强 | 4强  | 16强 | 8强  | 32强 | 亚军 | 亚军 | 16强 | 8强  |
| LG盃       | —             | —             | —     | —    | —    | —    | —    | —    | 冠军 | 4强   | 冠军 | 4强  | 冠军 | 4强  | 亚军 | 冠军 | 4强  | 16强 | 8强  | 32强 | 4强  |
| 春兰杯     | —             | —             | —     | —    | —    | —    | —    | —    | —    | —     | 亚军 | 16强 | 16强 | —    | 冠军 | 冠军 | —    | —    | 8强  | —    | 亚军 |
| 丰田杯     | —             | —             | —     | —    | —    | —    | —    | —    | —    | —     | —    | —    | —    | —    | 冠军 | —    | 8强  | —    | 4强  | —    | 16强 |
| 中环杯     | —             | —             | —     | —    | —    | —    | —    | —    | —    | —     | —    | —    | —    | —    | —    | —    | 4强  | 16强 | —    | 冠军 | 停办 |
| 亚洲杯     | —             | ×             | 亚军  | ×    | ×    | 1轮  | ×    | 冠军 | 冠军 | 4强   | 1轮  | 亚军 | 亚军 | 1轮  | 冠军 | 4强  | ×    | 1轮  | 亚军 | ×    | 4强  |
| 农心杯     | —             | —             | 1SBS> | 1:1  | 1:1  | 1:0  | 4:1  | 3:1  | 0:0  | <真露 | —    | 2:0  | 1:0  | 2:0  | 2:0  | 2:0  | 5:0  | 0:1  | 2:0  | 0:1  | 0:0  |
| CSK杯      | —             | —             | —     | —    | —    | —    | —    | —    | —    | —     | —    | —    | —    | —    | 2:0  | 1:2  | 3:0  | 2:1  | 2:1  | 停办 | 停办 |

| 赛事·年    | 2009 | 2010 | 2011 | 2012 | 2013 | 2014 | 2015 | 2016 | 2017 | 2018 | 2019 | 2020 | 2021 | 2022 | 2023 |
| ---------- | ---- | ---- | ---- | ---- | ---- | ---- | ---- | ---- | ---- | ---- | ---- | ---- | ---- | ---- | ---- |
| 富士通杯   | 亚军 | 16强 | ×    | 停办 | 停办 | 停办 | 停办 | 停办 | 停办 | 停办 | 停办 | 停办 | 停办 | 停办 | 停办 |
| 应氏杯     | —    | —    | —    | 4强  | —    | —    | —    | ×    | —    | —    | —    | ×    | —    | —    | —    |
| 三星杯     | 4强  | 16强 | 16强 | ×    | ×    | 32强 | 16强 | ×    | ×    | ×    | ×    | 32强 | 32强 | 32强 | 32强 |
| LG盃       | 亚军 | 8强  | 亚军 | 16强 | 32强 | ×    | 32强 | ×    | ×    | ×    | ×    | ×    | ×    | ×    | ×    |
| 春兰杯     | —    | 16强 | —    | ×    | —    | ×    | —    | ×    | —    | ×    | —    | ×    | —    | ×    | —    |
| BC卡杯     | 16强 | 64强 | 32强 | 32强 | 停办 | 停办 | 停办 | 停办 | 停办 | 停办 | 停办 | 停办 | 停办 | 停办 | 停办 |
| 百灵杯     | —    | —    | —    | ×    | —    | ×    | —    | ×    | —    | ×    | 停办 | 停办 | 停办 | 停办 | 停办 |
| 梦百合杯   | —    | —    | —    | —    | 64强 | —    | ×    | —    | ×    | —    | ×    | —    | —    | —    | ×    |
| 新奧杯     | —    | —    | —    | —    | —    | —    | —    | ×    | 停办 | 停办 | 停办 | 停办 | 停办 | 停办 | 停办 |
| 天府杯     | —    | —    | —    | —    | —    | —    | —    | —    | —    | 32强 | 停办 | 停办 | 停办 | 停办 | 停办 |
| 衢州烂柯杯 | —    | —    | —    | —    | —    | —    | —    | —    | —    | —    | —    | —    | —    | —    | ×    |
| 亚洲杯     | 4强  | 4强  | ×    | ×    | 1轮  | ×    | ×    | ×    | ×    | ×    | ×    | 停办 | 停办 | 停办 | 停办 |
| 农心杯     | 3:0  | 0:0  | 0:1  | ×    | ×    | ×    | ×    | ×    | ×    | ×    | ×    | ×    | ×    | ×    | ×    |

- 注1：赛事年份以本赛开赛年份计算，赛事以首届冠军产生时间排序，亚洲杯快棋赛、团体赛列后
- 注2：斜体 表示本赛中未赢一局，x 表示未参加该届本赛，— 表示当年度未新开届
- 注3：团体赛金色背景表示该届擂台赛由李昌镐终结，粗体表示冠军为韩国队

韩日新锐对抗五番棋
- 1991年，1:3依田纪基八段

SBS杯三国围棋擂台赛
- 1991年第1届，第三位出场，胜刘小光九段，负林海峰九段

真露杯三国围棋擂台赛：
- 1992年第1届，第三位出场，胜曹大元九段，负林海峰九段
- 1993年第2届，主将，胜武宫正树九段，结束比赛
- 1994年第3届，副将，胜曹大元九段、小松英树八段、马晓春九段、武宫正树九段，负聂卫平九段
- 1995年第4届，副将，胜曹大元九段、武宫正树九段、聂卫平九段，负马晓春九段
- 1996年第5届，未出场，徐奉洙九段9连胜结束比赛

农心辛拉面杯三国围棋擂台赛：
- 1999年第1届，主将，胜赵善津九段、马晓春九段，结束比赛
- 2000年第2届，主将，胜加藤正夫九段，结束比赛
- 2001年第3届，主将，胜常昊九段、周鹤洋九段，结束比赛
- 2002年第4届，主将，胜胡耀宇七段、罗洗河九段，结束比赛
- 2003年第5届，主将，胜加藤正夫九段、林海峰九段，结束比赛
- 2004年第6届，主将，胜罗洗河九段、张栩九段、王磊八段、王铭琬九段、王檄五段，结束比赛
- 2005年第7届，主将，负依田纪基九段
- 2006年第8届，主将，胜孔杰七段、古力九段，结束比赛
- 2007年第9届，副将，负常昊九段
- 2008年第10届，未出场，李世乭九段2连胜结束比赛
- 2009年第11届，主将，胜刘星七段、古力九段、常昊九段，结束比赛
- 2010年第12届，未出场，崔哲瀚九段4连胜结束比赛
- 2011年第13届，主将，负谢赫七段

CSK杯亚洲围棋团体赛：
- 2002年第1届冠军，胜依田纪基九段，胜林至涵二段
- 2003年第2届亚军，胜丁伟七段，负羽根直树九段，负张栩九段
- 2004年第3届亚军，胜张栩九段，胜结城聪九段，胜王磊八段
- 2005年第4届冠军，胜林海峰九段，胜山下敬吾九段，负周鹤洋九段
- 2006年第5届亚军，负依田纪基九段，胜潘善琪七段，胜常昊九段

亚洲运动会
- 2010年广州亚运会围棋男子团体赛金牌，胜常昊九段，负山下敬吾九段，胜古力九段

世界围棋最强者战
- 1996年冠军，2:0武宫正树九段，2:0马晓春九段

乐天杯中韩围棋对抗赛
- 1994年第1届，韩国队8:6中国队，胜马晓春九段，胜汪见虹七段
- 1995年第2届，中国队9:5韩国队，胜刘小光九段，胜马晓春九段
- 1997年第4届，中国队9:5韩国队，主将，胜王磊六段，胜马晓春九段

中韩天元对抗赛
- 1997年第1届，2:1常昊八段
- 1998年第2届，2:0常昊九段
- 1999年第3届，2:0常昊九段
- 2000年第4届，2:0常昊九段

韩国KBS建社27周年特别对局
- 2000年，负芮迺伟九段

苗姑娘杯中韩围棋超霸赛
- 2002年，负常昊九段

韩国KBS围棋盛典特别对局
- 2003年，让先，和毛佳君初段

泰达杯中日韩世界围棋超级冠军争霸赛
- 2004年冠军，胜孔杰七段，胜依田纪基九段

凤凰古城世界围棋巅峰对决
- 2005年第2届，和常昊九段

江原大世界杯中韩围棋擂台赛：
- 2006年，中国队6:4韩国队，主将，负常昊九段

中国常德杯世界围棋名人争霸战：
- 2010年亚军，胜古力九段，负古力九段

韩国丽水世博会古井贡酒年份原浆中韩围棋名人友谊赛
- 2012年，胜聂卫平九段

柳州杯世界围棋大师赛
- 2012年，2:1常昊九段

Go9dan世界围棋联赛-个人循环赛
- 2013年，5胜4负第5名，负时越五段，胜谢赫九段，胜孔杰九段，胜范廷钰三段，胜金志锡八段，负朴永训九段，胜李世乭九段，负朴廷桓九段，负陈耀烨九段

珠钢杯世界围棋团体锦标赛
- 2013年，韩国外卡队殿军，胜德国欧永弘，负中华台北王元均，胜中国香港赵家锐，胜中国孔杰，胜美国陈兆年，负韩国朴廷桓，负中国孔杰

陕川郡中韩英才vs顶尖围棋赛
- 2015年，负廖元赫二段

正官庄中韩围棋交流赛
- 2015年，中国移动上海队3:2韩国正官庄皇真丹队，胜常昊九段

厦门围棋大会世纪名人特别对局
- 2016年，胜常昊九段

奥能曹妃甸综保区杯中韩围棋友谊赛大师特别对局
- 2016年，胜常昊九段

正官庄中韩棋王传奇对决
- 2016年冠军，胜常昊九段

明月山杯世界围棋邀请赛
- 2016年第3届亚军，胜依田纪基九段，负常昊九段

盐城东方集团杯中韩围棋团体名人锦标赛
- 2016年，韩国队5:4中国队，胜聂卫平九段，胜马晓春九段，负常昊九段

金立杯中韩围棋联赛冠军对抗赛
- 2018年第1届，韩国正官庄皇真丹队5:3中国中信北京队，胜韩一洲七段，胜柁嘉熹九段

弈决崆峒山世界道教名山围棋邀请赛
- 2018年8强，负陈耀烨九段

樟树中国药都杯中日韩围棋大师赛
- 2018年季军，负依田纪基九段

国手山脉杯世界最强战
- 2019年16强，负陈耀烨九段

扁康杯中韩围棋国手友谊赛
- 2019年，韩国队5:3中国队，负古力九段，胜常昊九段

永子杯国际围棋大师赛
- 2019年冠军，胜马晓春九段，胜高尾绅路九段

太白山山顶围棋大会·中韩名山对局特别邀请赛
- 2020年，胜胡耀宇八段